# Nobiliario vero
Nobiliario vero o Libro intitulado nobiliario vero perfetamente copylado e ordenado por el onrrado cauallero Feranto Mexia veynte quatro de Jahen és un tractat de noblesa i cavalleria escrit el 1485 per Hernán Mexía i editat a Sevilla el 1492.

## Antecedents
El Nobiliario Vero s'emmarca en el conjunt d'obres del segle XV que estudien la noblesa i la cavalleria com ara Doctrinal de caballeros d'Alfonso de Cartagena i Tratado de las armas de mossèn Diego de Valera; àdhuc el mateix Hernán Mexía havia publicat amb anterioritat Espejo de verdadera nobleza. Totes elles semblen inspirar-se en De insigniis et armis de Bartolo de Sassoferrato, traduïda al castellà al segle xv, i en Arbre des batailles d'Honoré Bonnet, que és citat pel mateix Mexía i havia estat traduït al castellà per mossèn Diego de Valera.

## Obra
L'obra es divideix en un pròleg i tres parts:
- Pròleg: l'obra es dedica al rei Ferran II d'Aragó «el Catòlic».
- Llibre Primer: una història universal des d'Adam i Eva, que té finalitat explicar quins foren els orígens que portaren a l'aparició de la noblesa. Segueixen després uns capítols dedicats a enumerar amb minuciositat les cerimònies dels diferents oficis i dignitats nobiliàries.
- Llibre Segon: es discuteixen les conclusions a les quals havia arribat Bartolo de Sassoferrato a De insigniis et armis.
- Llibre Tercer: tracta sobre les armes, insígnies, blasons, senyals i banderes; de la seva invenció i ús, i sobre quins metalls, colors, significats i formes són els més adients.

## Edicions
N'existí una primera versió, redactada entre 1477 i 1478, de 159 folis. La versió final, de 1485, té 186 folis i es conserva a la Biblioteca universitària de Salamanca (BUS 2414). La primera edició es va fer a Sevilla, el 1492, a càrrec de Pedro Brun i Juan Gentil. Se'n conserva un exemplar (I-1280) a la Biblioteca Nacional de Madrid (BNM nº3311).